# Giorgio Marchesi
Giorgio Marchesi (Bergamo, 23 febbraio 1974) è un attore italiano.

## Biografia
Nato nel quartiere Carnovali di Bergamo, Giorgio Marchesi ha frequentato il liceo scientifico Mascheroni. Alterna quindi l'università a varie esperienze lavorative, e nel frattempo fonda il gruppo rock Taverna Marchesi, nel quale suona la chitarra. Attore di teatro, cinema e televisione, dopo il soggiorno a Londra, si forma professionalmente seguendo il corso Professione attore, presso il Bel Teatro di Padova, diretto da Roberto Innocente. Mentre comincia a recitare come attore teatrale con quella compagnia, frequenta il corso Palcoscenico presso il Teatro Verdi di Padova, diretto da Alberto Terrani. Tornato a Bergamo, fonda il teatro Sghembo col quale produce tre spettacoli; inoltre partecipa a diverse campagne pubblicitarie e prosegue la propria formazione con vari seminari presso la Scuola europea per l'arte dell'attore a San Miniato.
Nel 2003 si è trasferito a Roma dove si divide tra teatro e produzioni televisive e cinematografiche, partecipando a vari corsi con insegnanti del calibro di Giancarlo Sepe, Valerio Binasco, Geraldine Baron e Ran Arthur Braun. Tra i suoi lavori per il piccolo e grande schermo: Un posto tranquillo 2 (2005), miniserie tv con Lino Banfi, i film Mission: Impossible III (2006), Los Borgia (2006), le serie La figlia di Elisa - Ritorno a Rivombrosa (2007) e Il bene e il male (2009).
Nel 2011 è entrato a far parte del cast della serie TV di Rai 1 Un medico in famiglia, a partire dalla settima stagione, recitando successivamente anche nell'ottava, nella nona e negli ultimi due episodi della decima. Nel 2011 ha partecipato anche a tre pellicole per il grande schermo: ACAB - All Cops Are Bastards di Stefano Sollima, Magnifica presenza di Ferzan Ozpetek e Romanzo di una strage di Marco Tullio Giordana, che lo chiamerà anche a teatro per lo spettacolo-evento The coast of Utopia di Tom Stoppard; nell'ultimo di queste tre pellicole, quella sulla strage di piazza Fontana, dove ha interpretato il ruolo del neofascista, oggi editore, Franco Freda.
Nel 2012 è uno dei protagonisti della serie TV di Rai 1 Una grande famiglia, serie di cui farà parte fino al 2015; al termine del 2012 gira un'altra serie televisiva Rai intitolata Un marito di troppo. Compare nel video musicale della canzone Io posso dire la mia sugli uomini di Fiorella Mannoia (2008). Nel 2012 ha debuttato come conduttore televisivo nel programma La guerra dei sessi, in onda sul canale DeA Sapere HD. Nel 2017 ha fatto parte del cast della serie Braccialetti rossi. Nel 2017 ha interpretato il ruolo di Roberto Roversi nella serie televisiva Sorelle di Cinzia TH Torrini su Rai 1. Nel 2018 veste i panni del PM Sergio Einardi nella seconda stagione della fiction Rai L'allieva al fianco di Lino Guanciale e Alessandra Mastronardi, per poi interpretare lo stesso ruolo nella terza stagione. Nel 2019 entra come personaggio secondario nel cast della serie I Medici, nel ruolo di Giacomo Spinelli.
Nel 2022 ha interpretato il ruolo di Italo nella miniserie televisiva La sposa, accanto all'attrice Serena Rossi. Nello stesso anno è entrato a far parte del cast della serie Studio Battaglia, nel ruolo di Massimo Munari. Nel 2023 ha ricoperto il ruolo di Luciano Parona nella serie Un passo dal cielo. Nel 2024 ha iniziato a interpretare il ruolo di Paolo Malfitano nella serie Vanina - Un vicequestore a Catania, accanto all'attrice Giusy Buscemi. L’anno seguente è il poliziotto Bonnard nella fiction Le onde del passato.

## Vita privata
La sua compagna è l'attrice Simonetta Solder, dalla quale ha avuto i figli Giacomo e Pietro Leone. È tifoso dell'Atalanta.

## Filmografia

### Cinema
- Amore imperfetto, regia di Alessandro Stevanon – cortometraggio (2003)
- Ecuba, regia di Irene Papas (2004)
- Il viaggio perfetto, regia di Alessandro Baracco – cortometraggio (2004)
- La spettatrice, regia di Paolo Franchi (2004)
- Lassù i rumori del mondo non arrivano, regia di Alessandro Stevanon – cortometraggio (2004)
- La tempesta, regia di Marcello Vai (2006)
- Los Borgia, regia di Antonio Hernández (2006)
- Mission: Impossible III, regia di J. J. Abrams (2006)
- Mine vaganti, regia di Ferzan Özpetek (2010)
- Mercurio, regia di Domenico Ciolfi (2010)
- Magnifica presenza, regia di Ferzan Özpetek (2012)
- ACAB - All Cops Are Bastards, regia di Stefano Sollima (2012)
- Romanzo di una strage, regia di Marco Tullio Giordana (2012)
- Un bacio, regia di Ivan Cotroneo (2016)
- The Master Bridge (La Plancia), regia di Leopoldo Caggiano – cortometraggio (2019)
- La spada di gomma, regia di Luigi Russo – cortometraggio (2020)

### Televisione
- Una vita in regalo, regia di Tiziana Aristarco – miniserie TV (2003)
- Un posto tranquillo 2, regia di Claudio Norza – miniserie TV (2005)
- L'ultimo rigore 2, regia di Sergio Martino – miniserie TV (2006)
- Il naufragio dell'Andrea Doria - La verità tradita, regia di Fabio Toncelli (2006)
- La figlia di Elisa - Ritorno a Rivombrosa, regia di Stefano Alleva – miniserie TV (2007)
- Il bene e il male, regia di Giorgio Serafini – miniserie TV (2009)
- Intelligence - Servizi & segreti, regia di Alexis Sweet – miniserie TV (2009)
- Un medico in famiglia, regia di Elisabetta Marchetti e Francesco Vicario – serie TV (2011-2016)
- I liceali 3, regia di Francesco Miccichè – serie TV (2011)
- Notte prima degli esami '82, regia di Elisabetta Marchetti – serie TV (2011)
- Il restauratore, regia di Giorgio Capitani – serie TV, episodio 1X03 (2012)
- Una grande famiglia, regia di Riccardo Milani e Riccardo Donna – serie TV (2012-2015)
- L'una e l'altra, regia di Gianfranco Albano – film TV (2012)
- Purché finisca bene - Un marito di troppo, regia di Luca Ribuoli – film TV (2014)
- La strada dritta, regia di Carmine Elia – miniserie TV (2014)
- Tango per la libertà, regia di Alberto Negrin – miniserie TV (2016)
- Braccialetti rossi 3, regia di Giacomo Campiotti – serie TV (2016)
- Sorelle, regia di Cinzia TH Torrini – serie TV (2017)
- Solo per amore, regia di Raffaele Mertes e Daniele Falleri – serie TV, episodio 4 (2017)
- Liberi sognatori - Una donna contro tutti, regia di Fabio Mollo – film TV (2018)
- L'allieva 2, regia di Fabrizio Costa – serie TV (2018)
- La stagione della caccia - C'era una volta Vigata, regia di Roan Johnson – film TV (2019)
- L'Aquila - Grandi speranze, regia di Marco Risi – serie TV (2019)
- Oltre la soglia, regia di Monica Vullo e Riccardo Mosca – serie TV (2019)
- I Medici - Nel nome della famiglia (Medici: The Magnificent) – serie TV, 4 episodi (2019)
- La sposa, regia di Giacomo Campiotti – miniserie TV (2022)
- Studio Battaglia, regia di Simone Spada – serie TV (2022-2024)
- Hotel Portofino – serie TV (2023)
- Un passo dal cielo, regia di Enrico Ianniello – serie TV (2023)
- Folle d'amore - Alda Merini, regia di Roberto Faenza – film TV (2024)
- Vanina - Un vicequestore a Catania, regia di Davide Marengo – serie TV (2024-in corso)
- Le onde del passato, regia di Giulio Manfredonia – serie TV (2025)

### Web-series
- Io tra 20 anni, regia di Ivan Silvestrini(2015)

## Teatrografia
- La macchina infernale, regia di Roberto Innocente (1998)
- La passione di Giovanni, regia di Giancarlo Zanetti (1999)
- Il reduce, regia di Roberto Innocente (2000)
- Ho fatto un sogno, regia di Roberto Innocente (2000)
- Tecniche d'amore, regia di Carla Stella (2001)
- Catarina dei pupazzi, regia di Gigi Palla (2002)
- Nel mondo della Luna, regia di Franco Mescolini (2002)
- Macbeth, regia di Romano Talevi (2004)
- Arlecchino al ballo di Sfessiana, regia di Gigi Palla (2004)
- Le relazioni pericolose, regia di Antonio Salines (2004)
- Anticamera, regia di Francesco Staach (2005)
- Due ali per Natale, regia di Gigi Palla (2005)
- La musica del vampiro, regia di Antonio Salines (2005)
- Secondo movimento, regia di Franco Mescolini (2006)
- Profumo, regia di Francesco Giuffrè (2006)
- Guantanamour, regia di Sebastiano Bianco (2006)
- Don Giovanni, il dissoluto punito, regia di Antonio Salines (2006)
- Capitan Fracassa, regia di Gigi Palla (2008)
- Sherlock Holmes e la tomba egizia, regia di Riccardo Barbera (2008)
- Othellow, regia di Francesco Giuffrè (2008)
- Il club delle piccole morti, regia di Tommaso Capolicchio e Christian Angeli (2009)
- Trilogia Horovitz, regia di Luke Leonard, Hyunjung Lee e Andrea Paciotto (2009)
- Mojo, regia di Pietro Bontempo (2009)
- Un luogo dove non sono mai stato, regia di Luca De Bei (2009)
- Suite Horovitz, regia di Andrea Paciotto (2010)
- La festa, regia di Georgia Lepore (2011)
- Le sponde dell'utopia, regia di Marco Tullio Giordana (2012)
- David, regia di Paolo Civati (2016)
- Le notti bianche, regia di Francesco Giuffrè (2018)
- 7 anni, regia di Francesco Frangipane (2018)
- LEONARDO... L'Uomo Nuovo, regia di Alessandra Pizzi (2019)
- Mine vaganti, regia di Ferzan Özpetek (2020)
- Il fu Mattia Pascal, regia di Giorgio Marchesi e Simonetta Solder (2021-2025)
- Fuga a tre voci, regia di Marco Tullio Giordana (2022)
- Milk Wood, regia di Giancarlo Marinelli (2022)
- Three Kings, regia di Georgia Lepore (2023)

## Radio
- Elvis (2004)
- Rasputin (2006)

## Programmi televisivi
- Metti una sera in tavola (Alice TV, 2011)
- La guerra dei sessi (DeASapere, 2012-2013)
- Meraviglie - La penisola dei tesori (Rai 1, 2020)[N 1]

## Audiolibri
- Il monastero delle ombre perdute di Marcello Simoni, letto da Giorgio Marchesi, Emons Audiolibri, 2018
- Il marchio dell'inquisitore di Marcello Simoni, letto da Giorgio Marchesi, Emons Audiolibri, 2019
- La ragazza dai capelli strani di Wallace David Foster, letto da Llvv, Emons Audiolibri, 2019
- Il partigiano Johnny di Beppe Fenoglio, letto da Giorgio Marchesi, Emons Audiolibri, 2020
- Segreti dei Gonzaga di Maria Bellonci, letto da Giorgio Marchesi, Emons Audiolibri, 2023
- Bambino di Marco Balzano, letto da Giorgio Marchesi, Emons Audiolibri, 2024

## Riconoscimenti
- 2011: Premio simpatia
- 2021: Miglior attore non protagonista per La spada di gomma – Ciak Film Festival
- 2022: Premio speciale per la miniserie La sposa – Galà Cinema Fiction
- 2024: Candidatura ai Nastri d'Argento Grandi Serie come miglior attore non protagonista per Studio Battaglia e Vanina - Un vicequestore a Catania
- 2024: Candidatura al Premio Kinéo come migliore attore di serie TV per Vanina - Un vicequestore a Catania